# Beleznay-kastély (Bugyi)
A Beleznay-kastély Bugyiban, Pest vármegyében található.
Bugyi község legrégibb építészeti emléke ez a három út kereszteződésében álló, U alaprajzú barokk kúria, melyet Beleznay János, Mária Terézia egykori tábornoka építtetett az 1730-as években. Ez volt Beleznay első lakhelye. Beleznay János, fia Beleznay Miklós, a királynő bizalmasaként 1773. szeptember 12-én a bugyi Beleznay-kastélyban országos református konferenciát tartott egy főkonzisztórium létrehozása céljából, amelynek világi elnöke ő, titkára pedig Bessenyei György, író lett. Beleznay Miklós és felesége, Podmaniczky Anna Mária a kor nagy mecénásai közé tartozott. Támogatta a sárospataki kollégium építését, melynek hálaadó küldöttségében a diák Kazinczy Ferenc is részt vett. A kastély falán mindkét író emléktáblát kapott.
A második világháború után bérlakás, malom, végül földműves szövetkezet kapott benne helyet. Ez idő alatt az attikafal címerét, szobrait és díszítményeit leverték. Az udvari homlokzatokon valaha pilléreken ülő kosárívű árkádokat befalazták, megrongálták. 2002-ben pályázati forrásból készült el az épület tetőszerkezete.